# Suschania stackelbergi
Suschania stackelbergi är en tvåvingeart som beskrevs av Negrobov 2003. Suschania stackelbergi ingår i släktet Suschania och familjen styltflugor. Inga underarter finns listade i Catalogue of Life.